# Myrmica salina
Myrmica salina (лат.) — вид мелких муравьёв рода Myrmica (подсемейство мирмицины). Степной галофильный вид.

## Распространение
Типовая форма: Россия (Западная Сибирь), северный Казахстан, Киргизия. Указания M. salina для Восточной Европы: Австрия, Чехия, Словения, Хорватия, Румыния, Грузия.

## Описание
Мелкие красновато-коричневые муравьи длиной около 5 мм с длинными шипиками заднегруди (голова и брюшко темнее). Лобные валики увеличенные в основании и с крупными широкими лопастями. Усики 12-члениковые (у самцов 13-члениковые). Скапус усиков самцов очень короткий. Стебелёк между грудкой и брюшком состоит из двух члеников: петиолюса и постпетиолюса (последний четко отделен от брюшка), жало развито, куколки голые (без кокона). Брюшко гладкое и блестящее. Экология малоизучена, предположительно галофильный вид мирмик, обитающий в солончаках в степных биотопах. Муравейники располагаются под землёй, под камнями.

## Систематика
Малоизученный вид со сложной таксономической историей, который рассматривался подвидом или синонимом, дважды восстанавливался из синонимии. Близок к таксонам видового комплекса Myrmica specioides-complex, из группы видов Myrmica scabrinodis-group. Вид был впервые описан в 1905 году русским мирмекологом Михаилом Дмитриевичем Рузским (Россия) под первоначальным названием Myrmica scabrinodis var. salina Ruzsky, 1905.